# Acetogén baktérium
Az acetogének olyan baktériumok, amelyek többnyire anaerob módon ecetsavat állítanak elő (acetogenezist végeznek). A biogáz-képződés egyes esetekben más savakat - tejsavat stb. - előállító baktériumokat is így hívják.
Az acetogének különböző energia- és szénforrásokat használhatnak fel anyagcseréjük során; a legjobban tanulmányozott acetogén anyagcsere során szén-dioxid a tápanyagforrás és hidrogén az energiaforrás.